# Réservoir de Grenelle

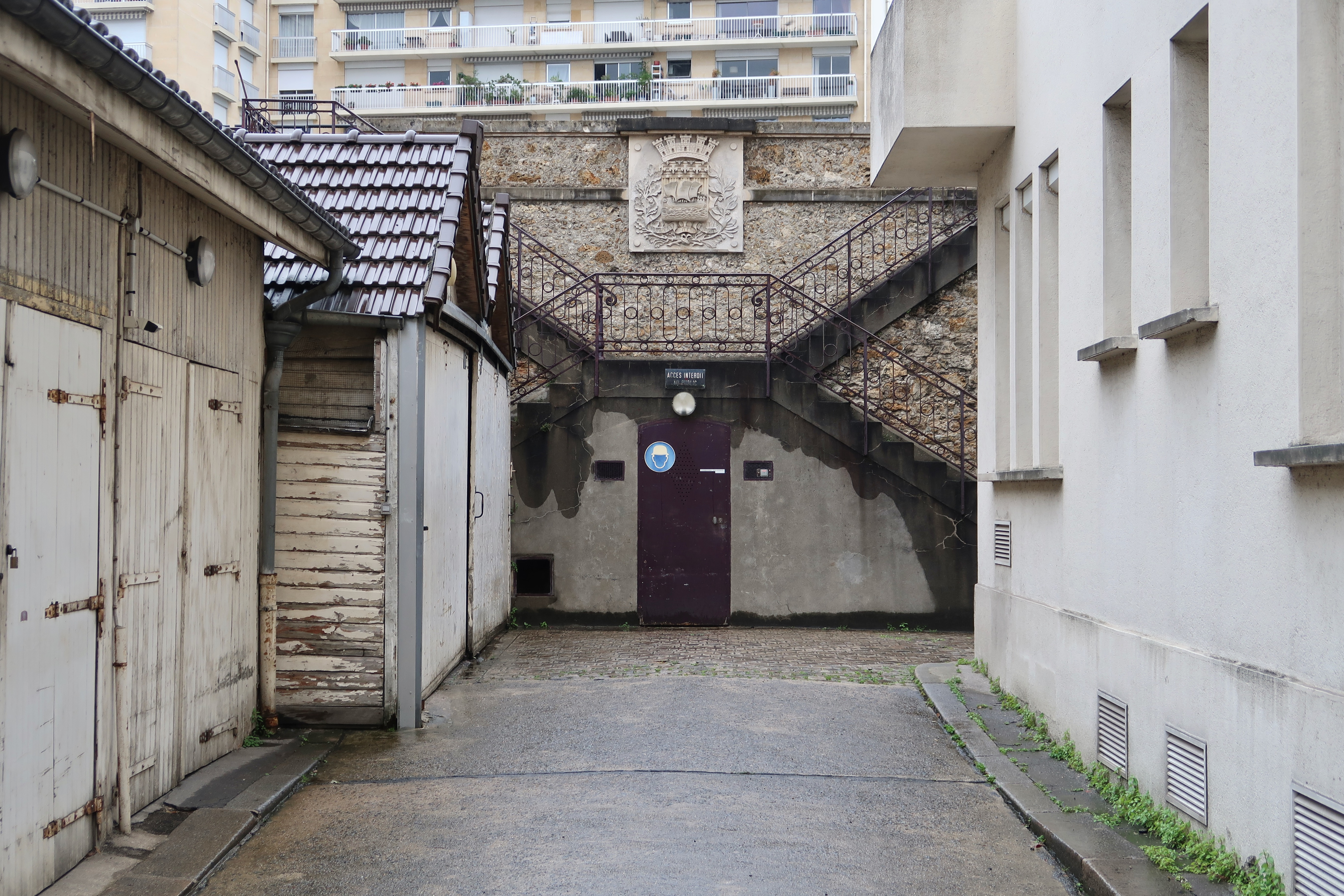
Entrée.

Le réservoir de Grenelle est l'un des cinq réservoirs secondaires d'eau de la ville de Paris, destiné à l’entreposage d'eau non-potable. Il se trouve dans le 15e arrondissement au 125 bis rue de l'Abbé-Groult.
Construit en 1888, ce réservoir a un volume de 6 432 m3. Le bâtiment blanc adjacent date des années 1930.
Il est aujourd'hui géré par la Société anonyme de gestion des eaux de Paris.
Un projet immobilier prévoyait la suppression de ce réservoir, mais une association de riverains nommée « Respiration Paris 15 » a été créée pour lutter contre ce projet, dénonçant « un massacre et une absurdité écologique ».
Le 7 juillet 2014, le Conseil de Paris adopte une motion pour conserver les réservoirs d'eau non-potable.